# Velike Lašče
Velike Lašče (alemán: Großlaschitz) es un municipio de Eslovenia, en la Baja Carniola (Dolenjska). Se encuentra situado en el centro de una región de colinas kársticas. La primera mención del municipio, en 1145, es Lašče. Las incursiones turcas que asolaron la región entre los siglos XV y XVII, la afectaron gravemente.
Hasta la construcción de la línea ferroviaria Liubliana-Kočevje, en 1893, Velike Lašče era un punto de parada para el transporte pesado. En el centro de la población se encuentra el Tilo de Levstik.
En esta población nacieron los escritores eslovenos Fran Levstik y Josip Stritar.
- Datos: Q639899
- Multimedia: Velike Lašče / Q639899

1. ↑  Worldpostalcodes.org,código postal n.º 1315.